# Musée national d'Éthiopie
Le musée national d'Éthiopie est un musée situé à Addis-Abeba en Éthiopie, près de la faculté de technologie de l'université de la ville. Le musée est notable par ses fossiles hominidés comme Lucy ou Selam. Il expose l'héritage historique, culturel et archéologique du pays.

## Histoire
L'idée de la création d'un musée parvient dans le pays en 1936 et il est fondé en 1952. Il se développe à partir de la création d'un Institut national d'archéologie en 1958. Les découvertes réalisées par cet organisme ont permis de développer les collections.

## Collections
Le musée contient à la fois des œuvres d'art et des découvertes archéologiques telles que les fossiles d'hominidés, dont le plus célèbre est Lucy, squelette d'Australopithecus afarensis. Les restes de Selam, autre australopithèque mais enfant, découvert entre 2000 et 2004, l'ont rejoint.
Le musée est divisé en 4 sections :
- section historique et archéologique (période pré-Axoum jusqu'au XXe siècle),
- section paléoanthropologie,
- œuvres d'art moderne traitant de l'histoire de l'Éthiopie,
- section ethnologie : habits, bijoux, objets de plusieurs groupes ethniques.

éléments exposés au musée
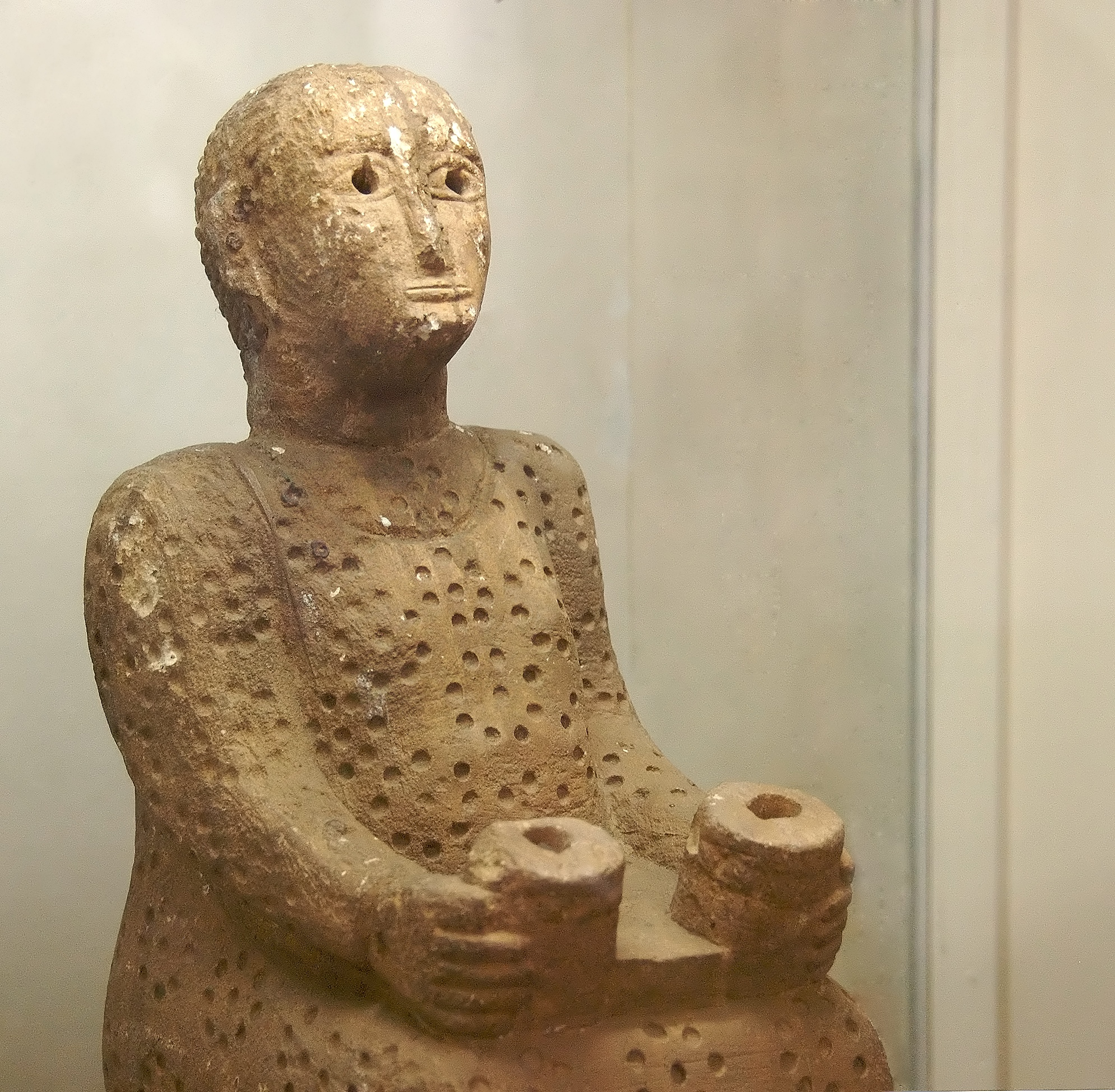
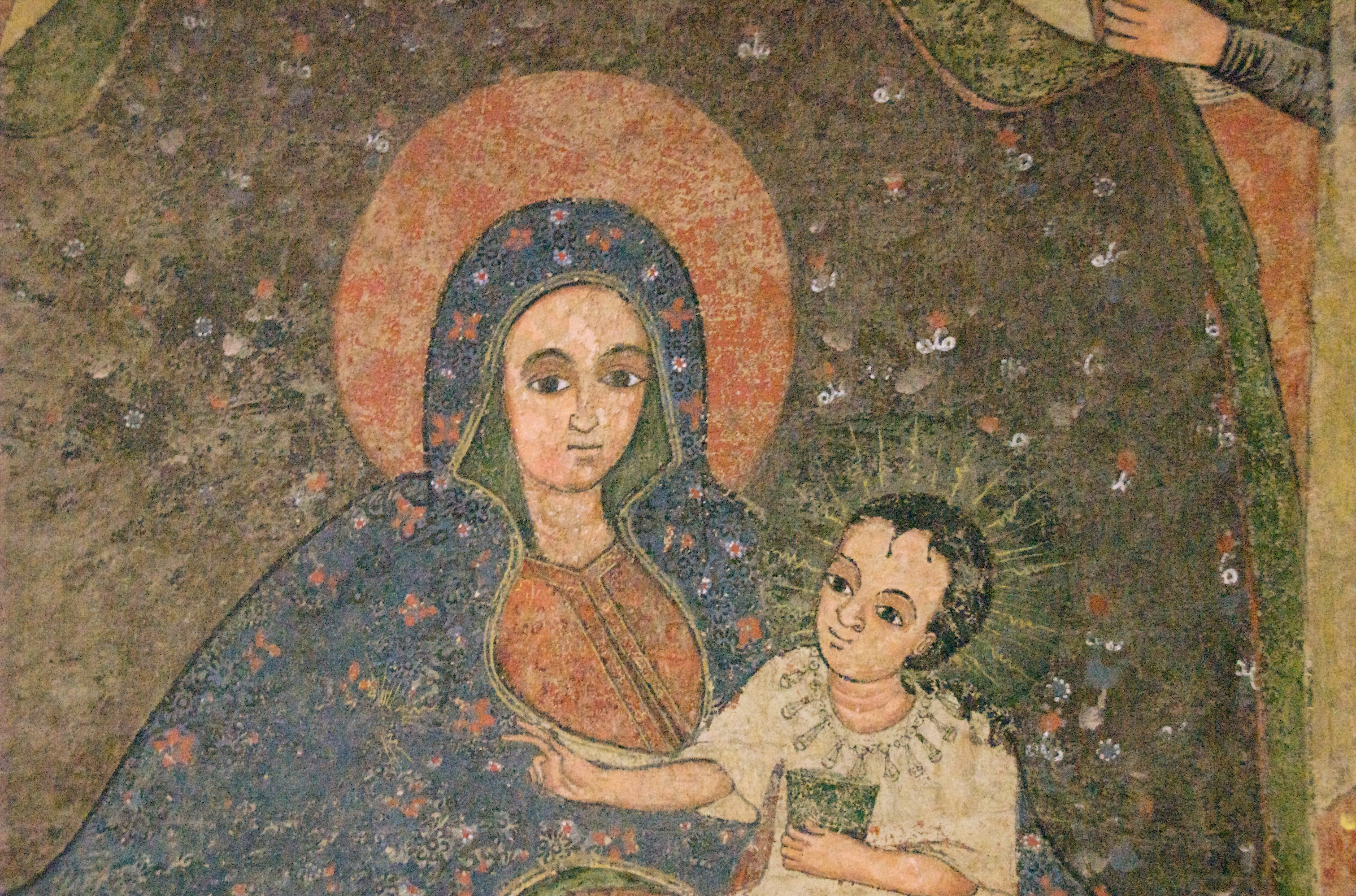
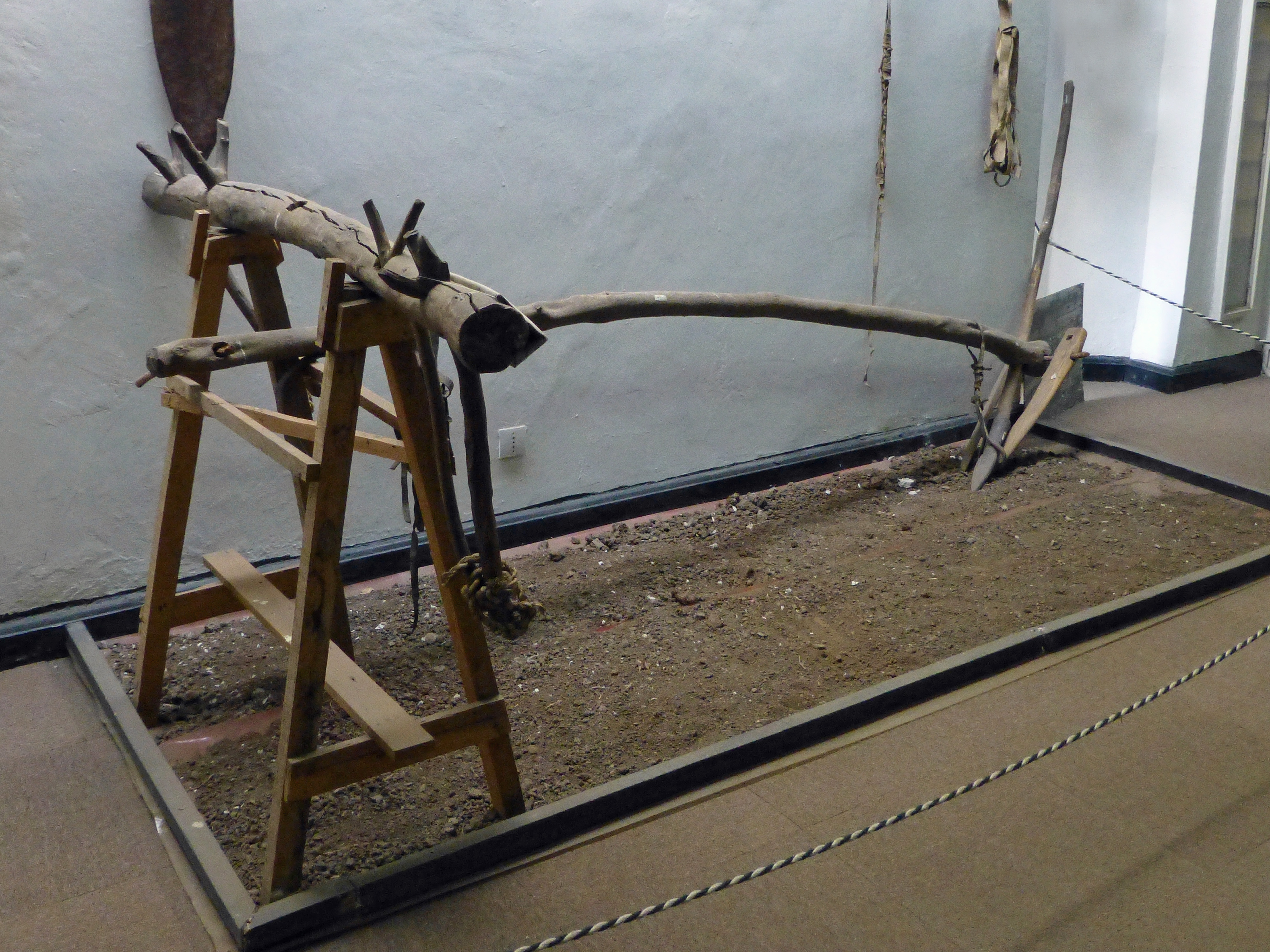

## Artistes
Kidist Hailu Degaffe y expose une œuvre depuis 18 mai 2006.

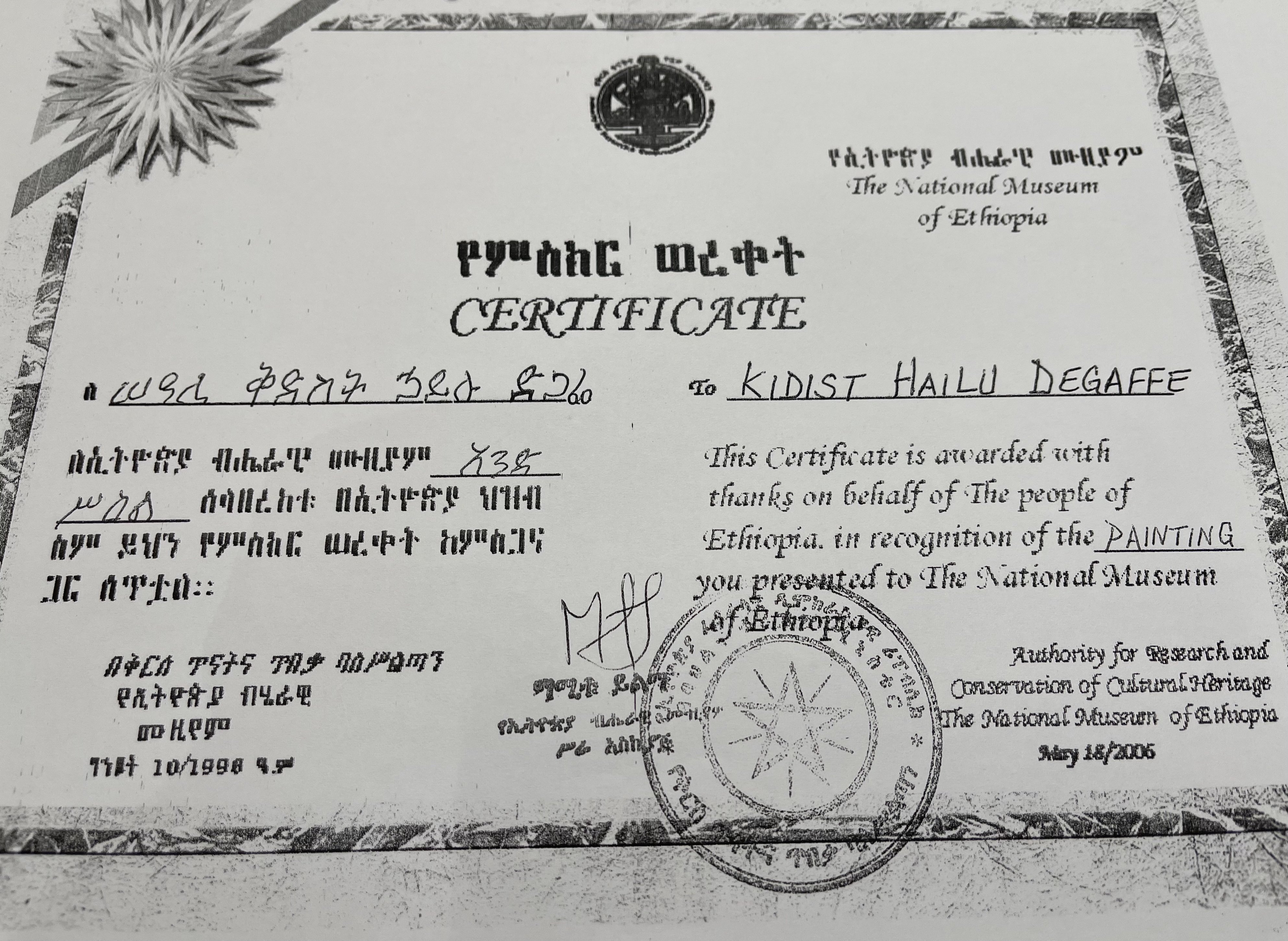
Certificat d'exposant de Kidist Haile Degaffe, 2006